# FC Podillya Khmelnytskyi
El FC Podillya Khmelnytskyi es un equipo de fútbol de Ucrania que juega en la Segunda Liga de Ucrania, la tercera división nacional.

## Historia

### Era Soviética
Fue fundado en el año 1926 en la ciudad de Khmelnytskyi con el nombre Dynamo Proskurov como parte de la Sociedad Deportiva Dinamo principalmente como equipo de divisiones regionales. A inicios de los años 1940 en club representó a la región en las competiciones republicanas junto al resto de sociedades deportivas hasta la Segunda Guerra Mundial cuando los eventos deportivos soviéticos fueron suspendidos y el club desapareció.
Luego de que terminara la Segunda Guerra Mundial, el Podillya fue refundado en 1948 como parte de la Sociedad Deportiva Dinamo. En 1951 ya era un equipo participantes en las competiciones republicanas de RSS de Ucrania. En 1960 el club obtuvo el reconocimiento de "Equipo de Maestros" y entró a las competiciones clase B de la Unión Soviética, el cual para el deporte soviético es considerado como el año de fundación del club. En 1978 el club cambia su nombre por el que era de la región donde estaba ubicado, en Podillya (en ruso: Podoliya) donde jugaba de local.

### Era Independiente
Tras la independencia de Ucrania en 1991, el Podillya pasó a ser uno de los equipos fundadores de la Primera Liga de Ucrania. Podillya ese año terminó en cuarto lugar entre 14 equipos.
El club pasa a llamarse Nord-Am Ltd.- Podillya en 1993 por razones del patrocinio, Nord-Am Ltd (ubicada en Norteamérica). En esa temporada el Podillya contrata a Yuriy Avanesov como entrenador. El club descendería en 1998 de la Druha Liha, y en esa temporada el club fue inestable desde el inicio. A consecuencia del descendo, Avanesov fue despedido y reemplazado por Kvartsyaniy. El club finalizaría en segundo lugar luego del regreso de Avanesov. En ese año el club termina en primer lugar de la Druha Liha y regresa a la Persha Liha, pero descendería tras una temporada luego de finalizar en el lugar 16 entre 20 equipos.
En su año de regreso en la tercera división terminó en segundo lugar y no pudo lograr el ascenso, resultado que ser repetiría en los siguientes años donde siempre estuvo entre los primeros lugares de la clasificación. Podillya regresa a la Primera Liga de Ucrania para la temporada 2004–05 luego de terminar en segundo lugar. Como no tenía los recursos para jugar en la segunda división, el Podillya se fusiona con el equipo filial del FC Obolon Kyiv, el FC Krasyliv-Obolon y pasa a llamarse FC Podillya Khmelnytskyi. El club existía desde el año 2000 y en 2002 había logrado el ascenso a la Ukrainian First League luego de fusionarse con el FC Obolon Kyiv.
En 2004 luego de la fusión, el club pasa a llamarse AFC Podillya Khmelnytskyi. el nuevo equipo conservaría el nombre Podillya y sería un equipo separado del Obolon.
En la temporada 2006–2007 hubo un escándalo alrededor del entonces presidente del club, Petro Arsenyuk, y el alcalde de Khmelnytskyi, Serhiy Melnyk, relacionado con las elecciones para alcalde. En 2007 el club tuvo que jugar sus partidos de local de la Ukrainian First League en Krasyliv. 
Al mismo tiempo, con los esfuerzos de Stanislav Ostrovskyi y las autoridades de la ciudad de Khmelnytskyi por Serhiy Melnyk, otro equipo, el FC Podillya Khmelnytskyi, pasa a competir a nivel aficionado, en la temporada 2007, en los torneos del Oblast de Khmelnytskyi. en la siguiente temporada el club fue aceptado en la Segunda Liga de Ucrania. Mientras tanto, el club de Podillya seguía jugando en Krasyliv, descendería y sería expulsado de la tercera división.
Al final, el Khmelnytskyi Podillya se mantuvo cuando el Krasyliv Podillya desapareció. El nuevo equipo, dirigido por Bohdan Blavatskyi, terminó en tercer lugar de la tercera división en la temporada 2007–08. Al año siguiente cambia de entrenador y no le va bien.
Durante el receso invernal en la temporada 2008–09, El gobierno del Oblast de Khmelnytskyi Oblast deja de patrocinar al club y el equipo de la liga regional de Khmelnytskyi regresa a la sociedad Deportiva Dinamo tomando al FC Dynamo Khmelnytskyi. La sucesión de clun fue aprobada en marzo de 2009 por la Liga Profesional de Ucrania. En 2007, 2008, 2010 y 2011, el "Podillya" formó parte de las ligas del Oblast de Khmelnytskyi. En 2013 el club jugaba con el nombre "Podillya-Olimp". Al final del 2013 en media temporada 2013–14, la administración del Dynamo en una carta oficial a la liga profesional dijo que el FC Dynamo Khmelnytskyi fundado en 2007 deja de existir. En 2014 el Podillya regresa a participar en los torneos nacionales de nivel aficionado.

## Nombres
- 1926–1975: Dynamo
- 1975–1978: Khvylya
- 1978–1993: Podoliya
- 1993–1994: Nord-Am – Podillya
- 1994–2004: Podillya
- 2004–2007: AFC Podillya
- 2007–2009: Podillya-Khmelnytskyi
- 2009–2013: Dynamo Khmelnytskyi
- 2013: Podillya-Olimp
- Desde 2014: Podillya

## Palmarés
- Ukrainian Second League (2): 1997–98 (Grupo A), 2020–21 (Grupo A)
- Khmelnytskyi Oblast Football Championship (2): 1953, 2010